# Сан-Жуан-ду-Мантенинья
Сан-Жуан-ду-Мантенинья (порт. São João do Manteninha) — муниципалитет в Бразилии, входит в штат Минас-Жерайс. Составная часть мезорегиона Вали-ду-Риу-Доси. Входит в экономико-статистический микрорегион Мантена. Население составляет 4655 человек на 2006 год. Занимает площадь 139,388 км². Плотность населения — 33,4 чел./км².
Праздник города — 27 апреля.

## История
Город основан 1 января 1993 года.

## Статистика
- Валовой внутренний продукт на 2003 год составляет 13 997 508,00 реалов (данные: Бразильский институт географии и статистики).
- Валовой внутренний продукт на душу населения на 2003 год составляет 3082,47 реалов (данные: Бразильский институт географии и статистики).
- Индекс развития человеческого потенциала на 2000 год составляет 0,666 (данные: Программа развития ООН).

## География
Климат местности: тропический.